# 카미시라이시 모네
카미시라이시 모네(일본어: 上白石 萌音 かみしらいし もね[*], 1998년 7월 27일 ~ )는 일본의 배우, 가수이다. 가고시마현 가고시마시 출신. 도호 예능 소속. 소속 레이블은 유니버설 뮤직 재팬이다. 신장 152cm, 혈액형은 AB형이다. 여동생은 배우·가수의 카미시라이시 모카.

## 약력
유아기 시절을 가고시마현 구시키노시(現 이치키쿠시키노시)에서 보낸 뒤 2005년 가고시마시로 이사한다. 어린 시절부터 노래를 부르거나 춤을 추는 것을 좋아하여, 어머니의 권유로 초등학교 1학년 때부터 가고시마 시내의 뮤지컬 스쿨 〈마리아 뮤지컬 아카데미〉에 다니기 시작했다. 중학교 1학년 때 뮤지컬 스쿨 교사의 권유로 응시한 2011년 제7회 《도호 신데렐라 오디션》에서 심사위원 특별상을 수상해, 그랑프리를 수상한 두 살 아래의 여동생 카미시라이시 모카와 함께 도호 예능에 소속.

### 여배우로서
여배우로서는 2011년 9월에 HOME MADE 가족 〈스타 라인〉의 PV에 여동생 모에와 함께 출연한 영상 작품에 첫 출연했다. 같은 해 11월 방송 된 NHK 대하드라마 《고우~공주들의 전국~》 최종화에서 드라마 데뷔했다. 이듬해 2012년에는 뮤지컬 《왕과 나》에서 첫 무대에 올랐으며, 동년 공개의 장편 애니메이션 영화 《늑대 아이》에서는 성우도 맡았다. 중학교 시절에는 주말 마다 가고시마에서 도쿄까지 오가면서 도쿄의 일반계 고등학교에 진학을 계기로 상경했다.
2014년 공개된 영화 《마이코는 레이디》에서 800명이 넘는 오디션 참가자 중에서 선정 된 주인공의 마이코 견습·하루코 역을 맡아 영화 첫 주연. 뮤지컬 형식의 이 작품 오디션 때는 과제곡과는 별도로 뮤지컬 레 미제라블의 삽입곡 〈On My Own〉을 선보였던 것이 합격의 관건이 되었다. 수오 마사유키 감독은 그 때의 가창을 포함한 오디션에서 퍼포먼스와 촬영시의 연기를 극찬했다. 높은 연기력·가창력을 인정 받아, 제38회 일본 아카데미상 신인 배우상을 비롯해 제26회 야마지 후미코 신인 여배우상, 제19회 일본 인터넷 영화 대상 일본영화부문 뉴페이스 브레이크상·베스트 임팩트상, 전국 영화연합상 여우주연상 등을 수상했다. 또한 역할의 이름인 「코하루」명의로 주제가 〈마이코는 레이디 (舞妓はレディ)〉를 싱글 발표했다.
2014년 12월에는 《보이지 않는 구름》으로 무대 첫 주연, 이듬해 2015년 8월에는 뮤지컬 《빨강 머리 앤》에서 주인공 앤 셜리 역을 맡았다.
2016년 8월 극장 애니메이션 《너의 이름은.》에서 주인공 미야미즈 미츠하의 목소리를 연기. 그녀의 성우로서의 기술과 목소리는 많은 사람들로부터 높게 평가 받았으며, 「너의 이름은.」에서 호흡을 맞춘 카미키 류노스케는 “바이칼 호수처럼 세계 투명하다”, RADWIMPS의 노다 요지로는 “지친 몸을 감싸는 담요인 것 같다”고, 신카이 마코토 감독은 “가늘고 긴 바늘 같다고 생각한다. 모르는 사이에 귀에 꽂혀 마음 속의 부드러운 부분까지 도착해 그 곳을 살짝 찌르는 달콤한 그립고 사랑스러운 고통을 가져다 주는 소리”라고 표현했다. 그 미성을 살린 해설이나 성우 더빙 작업도 적극적으로 하고 있다.
2017년 1월에 TBS 계열의 《호쿠사이와 밥만 있으면》로 연속 드라마 첫 주연. 2016년 말부터는 내레이션의 일이 많아져 2017년 4월부터 내레이터로 첫 레귤러 방송되는 TV 도쿄의 미니 프로그램 《풍경의 발자취》가 시작 되었다.
2018년 공개된 《양과 강철의 숲》에서 동생 카미시라이시 모카와 영화 첫 공동 출연.
2020년 방송된 드라마 《사랑은 계속될 거야 어디까지나》로 골든 프라임 시간대 연속 드라마 첫 주연. 이 작품에서의 호연으로 2019년도 더 텔레비젼 드라마 아카데미 여우주연상 등을 수상했다. 같은 해 12월 23일부터 TBS 계열 《세계 비교해봤더니》에서 레귤러 MC를 맡고 있다. 같은 해의 활약으로 오리콘 브레이크 여배우 랭킹에 랭크 (상반기 1위, 연간 3위)와 제45회 엘란도르상 신인상 등을 수상하는 등 도약의 1년이 되었다.
2021년 하반기에는 연속 TV 소설 《컴컴 에브리바디》에서 아침 드라마 첫 출연으로 주연을 맡을 예정이다.(후카츠 에리, 카와에이 리나와의 트리플 주연)

### 가수로서
2014년 공개된 주연의 영화 《마이코는 레이디》의 극 중 이름인 〈코하루〉 명의로 주제가 〈마이코는 레이디 (舞妓はレディ)〉를 싱글 발표했다.
영화, 무대, TV 드라마 등에서 배우로 활동하는 한편, 가수 데뷔를 향해 영화 《마이코는 레이디》 직후부터 임시적으로 다양한 장르의 곡의 레코딩을 시작, 2015년부터 〈The  Favorite Songs〉이라는 제목의 MV를 차례로 자신의 공식 YouTube 채널에 공개, 같은 해 가을부터 도쿄 도내의 라이브 하우스에서 라이브 활동을 시작했다.
2016년 10월에는 주인공을 연기한 극장 애니메이션 《너의 이름은.》의 주제가 〈아무것도 아니야 (なんでもないや movie ver.)〉 등 명작 영화의 주제가·삽입곡을 모은 커버 미니 앨범 〈chouchou〉(10월 5일 발매)를 출시. 〈chouchou〉 앨범은 2015년 12월부터 2016년 8월까지 진행되었으며, 2016년 7월에는 10월에 가수 데뷔하는 것이 발표되었다. 2016년 9월 후반부터 데뷔 앨범의 프로모션 활동이 활발해지고, TV와 라디오 프로그램에 출연이 잇따라, 정보 프로그램에서 인기 여배우·가수로서 여러 번 특집 되었다. 〈chouchou〉의 발매 전날인 2016년 10월 4일, 이케부쿠로 선샤인 시티 분수 광장에서 발매 기념 프리 라이브를 실시해, 이후 출시 이벤트를 각지에서 개최했다.
2016년 10월 14일 《뮤직 스테이션》에 출연. 이것이 음악 프로그램 첫 출연이 된다. 이후 11월, 12월에도 음악 프로그램에 가수로서 출연이 이어져, 〈chouchou〉의 수록곡을 불렀다. 같은 해 12월 27일 가수 데뷔 후 처음으로 유료 라이브가 되는 대반 라이브 아오야마 RizM를, 다음 날 28일에는 마쿠하리 멧세에서 개최 된 《COUNTDOWN JAPAN 16/17》에 출연했다.
2017년 2월에는 첫 원맨 라이브 《Live THEATRE ~chouchou~》를 개최했다.
2017년 4월 3일부터 첫 오리지날 곡인 〈고백 (告白)〉이 《메쟈마시 TV 아쿠아》의 테마 송으로 결정되어 4월 28일부터 악곡 전달이 시작되었다. 7월 1일부터는 다카하시 루미코 원작 애니메이션 《경계의 RINNE》의 ED 〈퍼즐 (パズル)〉을 담당했다. 같은 해 7월 12일에는 첫 정규 앨범 〈and...〉를 발매. 이 앨범은 이전보다 관계가 있었던 아티스트에 한 곡씩 노래를 제공 받아 자신도 세 곡의 작사를 담당했다.
2019년 4월 5일, 소속 레이블 회사를 포니 캐년에서 유니버설 뮤직 재팬으로 이적하고, 7월 10일에 두 번째 정규 앨범으로 〈i〉를 출시했다.
2020년 8월 26일 첫 정규 앨범 〈note〉를 발매.
2021년 7월에 〈yattokosa〉 전국 투어를 개최했다.
2021년 10월 13일 카미시라이시 모네 명의로서는 첫 싱글 CD를 발매했다.

## 인물
- 이름 ‘모네(萌音)’는 “음악을 좋아하게 되길 바란다”는 소원을 담아 명명, 해외에서는 클로드 모네의 이미지가 강하고, 외국인도 기억하기 쉬운 이름. 어머니 뱃속에 있을 때부터 음악에 둘러싸인 환경에서 자랐다.[1] 언어를 배우는 것이 빨라 2세 이전에는 줄줄이 말하기 시작해 같은 시기에 노래도 부르기 시작했다고 한다.[45]

- 2020년의 인터뷰에서 자신의 성격에 대해 ‘기본적으로 부정적’이라고 분석한 뒤 “자신이 없으니까 엄청 연습하고 준비를 하기 때문에 그것이 하나 내 루틴처럼 되어 있고, 자신이 붙으면 아무것도 없이 없어져 버린다. 자신이 없는 것이 쓸모 있다는 느낌이다”라고 말하고 있다.[46]

- 배우 카미시라이시 모카는 두 살 아래의 여동생. 제7회 《도호 신데렐라 오디션》에서 모네는 심사위원 특별상·모카는 그랑프리를 수상했다.[47] 신장은 여동생 모카가 10cm 이상 크다. 현재 모카와 동거하고 있다.

- 아버지는 사회과 교사로[10], 어머니는 이전에 음악 교사로 현재는 피아노 지도를 하고 있다.[9] 아버지가 멕시코의 일본인 학교에 근무하고 있었던 것으로부터 초등학교 3학년(2006년)부터 5학년(2008년)까지의 3년간 멕시코에서 생활했다[10]. 거리에 노래와 춤이 넘치는 나라에서 음악과 엔터테인먼트의 매력을 느끼고, 또한 사람과의 연결을 소중히 하면서 사람과의 관계를 구축하는 것을  좋아하게 되는 등 자신의 형성에 큰 영향을 주었다.[48]

### 취미·특기·기호·교우 관계
- 공식 프로필 란에서 취미는 ‘독서, 음악 감상, 노래, 춤’을 들고 있다.[49][50]

- 어린 시절부터 뮤지컬과 동시에 클래식 발레도 배우고 있으며, 단편 영화 《하늘빛 이야기》 제4화 〈카미시라이시 모네 ~니케와 달팽이~〉에서는 발레 춤을 추는 장면도 있다.[51]

- 세 살 때부터 피아노를 배우고 있었지만, 음악이 흐르면 춤추고 노래하고 싶어 버리고, 몸이 마음대로 움직여 버리는 것으로부터 초등학교 1학년 시절에 좌절. 그 후 중학교 2학년 때부터 코드를 연주하면서 노래를 즐길 수 있게 되어, 다시 피아노를 연주하기 시작했다. 앨범 〈chouchou〉 수록의 〈변하지 않는 것 (変わらないもの)〉에서는 연주를 선보이고있다. 수록에 있어서는 그랜드 피아노의 한 스튜디오에 매일 다니는 연습을 거듭했다.[6][52][53]

- 동아리 경험은 없지만 육상 대회 시즌에 인력 부족시에는 대타 선수로 출전했다.[54]

- 고교 시절 좋아하는 과목은 영어, 싫어하는 과목은 이과.[27] 대학에서 영어 교육에 주력하고 있는 학부에 소속 되어 영어를 사용하는 날들이 많다.[9]

- 좋아하는 음식은 가지와 고기와 버섯. 싫어하는 음식은 콩으로, 먹을 수 있는 콩과 먹을 수 없는 콩으로 나뉜다.[55] 가고시마에서 단골라멘 집은 고로 가게의 미소라멘이다.[56]

- 레코딩은 항상 맨발로 노래한다.[57]

- 영어 검정 2급, 스페인어 검정 6급 자격을 소지하고 있다.[49][50]

- 연속 TV 소설 《해님》의 무렵부터 이노우에 마오가 동경의 여배우로, 또한 미래에는 뮤지컬에서 영화까지 폭넓게 활약하고 있는 마츠 타카코와 타카하타 미츠키 같은 여배우를 목표로 하고 있다.[6][27]

- HKT48 / AKB48 / 아이즈원의 미야와키 사쿠라와는 초등학생 시절 가고시마 시내에서 같은 뮤지컬 스쿨에 다니던 친구로,[7][58][59] 2016년 12월 《2016 FNS 가요제》에서 재회하였다.[8] 가수 후지와라 사쿠라와는 〈하고 싶은 일 목록〉을 만들고 있다.[60][61] 이케다 에라이자와는 드라마 《호쿠사이와 밥만 있으면》에서 공연한 후 친구가 되었다. 가요 프로그램에서도 공동 출연하고 있다.[62][63] 영화 《치하야후루》에 함께 출연한 히로세 스즈에게는 모네넨(もねねん)이라고 불리고 있으며, 자신은 히로세 스즈를 오스즈(おすず)라고 부르고 있다.[64]

## 출연 작품
역할의 굵은 글씨는 주연 작품.

### 영화
| 개봉일자                 | 제목                                                     | 역할                                           | 배급사                                | 비고                                     |
| ------------------------ | -------------------------------------------------------- | ---------------------------------------------- | ------------------------------------- | ---------------------------------------- |
| 2011년 11월 29일         | 〈하늘색 이야기〉 제4화 카미시라이시 모네~니케와 달팽이~ | 카미시라이시 모네 (자신)                       | 도호                                  | 제7회 도호 신데렐라 주연작 옴니버스 영화 |
| 2013년 3월 23일          | 괜찮아 3반                                               | 나카니시 아야노                                | 도호                                  |                                          |
| 2014년 9월 13일          | 마이코는 레이디                                          | 사이고 하루코                                  | 도호                                  |                                          |
| 2016년 3월 19일·4월 29일 | 치하야후루 상·하편                                       | 오오에 카나데                                  | 도호                                  |                                          |
| 2016년 11월 5일          | 물에 빠진 나이프                                         | 마츠나가 카나                                  | 가가                                  |                                          |
| 2018년 3월 17일          | 치하야후루 무스비                                        | 오오에 카나데                                  | 도호                                  |                                          |
| 2018년 6월 8일           | 양과 강철의 숲                                           | 사쿠라 카즈네                                  | 도호                                  | [ 19 ] [ 65 ]                            |
| 2018년 9월 7일           | 울보 숏탄의 기적                                         | 마리코                                         | 도쿄 테아토르                         |                                          |
| 2019년 3월 21일          | L❤︎DK 한 지붕 아래,「좋아」가 두개.                       | 니시모리 아오이                                | 도에이                                | [ 66 ]                                   |
| 2019년 9월 6일           | 스타트업 걸즈                                            | 코마츠 히카리                                  | 디오                                  | [ 67 ]                                   |
| 2019년 12월 13일         | 변사!                                                    | 오미야 (극 중 영화 《곤지키야사》의 등장 인물) | 도에이                                |                                          |
| 2024년 2월 9일           | 새벽의 모든                                              | 후지사와 미사                                  | 반다이 남코 필름 워크스 아스믹 에이스 |                                          |
| 2024년 12월 13일         | 이상한 과자가게 전천당                                   | 요도미                                         | 도호                                  |                                          |
| 2025년 3월 7일           | 35년째의 러브레터                                        | 젊은 날의 니시하타 료코                        | 도에이                                |                                          |

### 텔레비전 드라마
| 방송일자                                              | 제목                                                                             | 역할                               | 방송사                     | 비고          |
| ----------------------------------------------------- | -------------------------------------------------------------------------------- | ---------------------------------- | -------------------------- | ------------- |
| 2011년 11월 27일                                      | 대하드라마 〈고우~공주들의 전국~〉 최종화                                        | 마사(도쿠가와 마사코)              | NHK 종합                   | 데뷔작        |
| 2012년 2월 19일                                       | 제11회 문예사 드라마 스페셜 〈사랑맛 모녀〉                                      | 니시야마 나호                      | TV 아사히                  | 단편          |
| 2017년 1월 23일 ~ 3월 13일 2017년 1월 25일 ~ 3월 15일 | 호쿠사이와 밥만 있으면                                                           | 야마다 후미코                      | MBS·TBS                    | [ 17 ] [ 68 ] |
| 2017년 7월 14일                                       | 사가현 지역 드라마 〈흔들린 나라에서〉                                           | 카타세 미라이                      | NHK BS 프리미엄            | 단편          |
| 2017년 10월 15일 ~ 12월 24일                          | 육왕                                                                             | 미야자와 아카네                    | TBS                        |               |
| 2018년 10월 21일, 12월 9일, 12월 16일                 | 대하드라마 〈세고돈〉 제39회, 제46회, 최종화                                     | 사이고 키요                        | NHK 종합                   |               |
| 2018년 12월 18일                                      | 슈츠 season1 최종화                                                              | 후지시마 하루카                    | 후지 TV                    | 특별 출연     |
| 2019년 1월 18일 ~ 3월 1일                             | 기억 수사 ~신주쿠 히가시서 사건 파일                                             | 토야마 사키                        | TV 도쿄                    |               |
| 2019년 4월 30일                                       | 프린세스 미치코님의 이야기 알려지지 않은 사랑과 고뇌의 궤적                      | 미야모토 히로코                    | 후지 TV                    | 단편          |
| 2019년 6월 8일                                        | 기묘한 이야기 '19 비의 특별편 〈영원한 히어로〉                                  | 오바 아키 (히로인)                 | 후지 TV                    | 단편          |
| 2019년 10월 6일 ~ 27일                                | 프리미엄 드라마 레이와 원년판 괴담 모란등롱 Beauty & Fear                        | 오쯔유                             | NHK BS 프리미엄            |               |
| 2019년 10월 11일                                      | 고독한 미식가 Season8 제2화 〈스기나미구 다카이도의 혀 스테이크〉                | 사와무라 마도카                    | TV 도쿄                    | 특별 출연     |
| 2019년 11월 6일·11월 8일                              | 레드 비어드 2 제2화 〈부드러움과 거짓말〉                                        | 시모쯔                             | NHK BS4K / NHK BS 프리미엄 | 특별 출연     |
| 2019년 12월 7일·12월 14일                             | 4K 스페셜 완본 괴담 모란등롱 Beauty & Fear 전편 〈원인의 권〉·후편 〈효과의 권〉 | 오쯔유                             | NHK BS4K                   | 단편          |
| 2019년 12월 28일                                      | 프리미엄 드라마 괴담 모란등롱 이문 〈오쯔유와 산사부로 Love & Death〉            | 오쯔유                             | NHK BS 프리미엄            | 단편          |
| 2020년 1월 14일 ~ 3월 17일                            | 사랑은 계속될 거야 어디까지나                                                    | 사쿠라 나나세                      | TBS                        | [ 20 ]        |
| 2020년 7월 4일·7월 11일                               | 미만경찰 미드나잇 러너 제2화·제3화                                               | 아미                               | NTV                        | 특별 출연     |
| 2020년 7월 27일                                       | 기억 수사 ~신주쿠 히가시서 사건 파일 드라마 스페셜                               | 토야마 사키                        | TV 도쿄                    | 단편          |
| 2020년 9월 21일 ~ 10월 19일                           | 슈츠 season2 제11화 ~ 최종화                                                     | 후지시마 하루카                    | 후지 TV                    |               |
| 2020년 10월 23일 ~ 12월 4일                           | 기억 수사 ~신주쿠 히가시서 사건 파일 시즌 2                                      | 토야마 사키                        | TV 도쿄                    |               |
| 2020년 10월 31일                                      | 정말로 있었던 무서운 이야기 2020 특별편 〈열리지 않은 사이를 만든 이야기〉       | 사사키 아야                        | 후지 TV                    | 단편          |
| 2020년 12월 28일                                      | 홈 스위트 도쿄 <제4화 연속 방송>                                                 | 세츠코                             | NHK BS 프리미엄            | 단편          |
| 2021년 3월 21일 ~ 12월 26일                           | 대하드라마 〈청천을 찔러라〉                                                     | 텐쇼인                             | NHK 종합                   |               |
| 2021년 1월 12일 ~ 3월 16일                            | 오! 마이・보스! 사랑은 별책으로                                                  | 스즈키 나미                        | TBS                        |               |
| 2021년 11월 2일 ~ 12월 22일                           | 연속 TV 소설 〈컴컴 에브리바디〉                                                 | 타치바나 야스코                    | NHK 종합                   |               |
| 2021년 12월 4일·12월 11일                             | 츄신구라 랩소디 No.5 나카무라 나카죠 출세 계단                                   | 오키시                             | NHK BS 프리미엄 / NHK BS4K | 단편          |
| 2022년 6월 20일                                       | 기억 수사 ~신주쿠 히가시서 사건 파일 드라마 스페셜 2                             | 토야마 사키                        | TV 도쿄                    | 단편          |
| 2022년 11월 4일 ~ 12월 16일                           | 기억 수사 ~신주쿠 히가시서 사건 파일 시즌 3                                      | 토야마 사키                        | TV 도쿄                    |               |
| 2023년 1월 28일                                       | 탐정 로맨스 제2화                                                                | 가극의 노래하는 자 (가창만의 출연) | NHK 오사카                 | 특별 출연     |
| 2023년 2월 23일                                       | 닌자에게 결혼은 어렵다 제8화                                                     | 야마다 아이카                      | 후지 TV                    | 특별 출연     |
| 2024년 5월 4일                                        | 영험 오하츠 ~떨리는 바위~                                                        | 오하츠                             | TV 아사히                  |               |
| 2025년 1월 17일 ~ <예정>                              | 법정의 드래곤                                                                    | 덴도 류미                          | TV 도쿄                    |               |

### 극장판·TV 애니메이션
| 개봉일자/방송일자         | 제목                                            | 역할            | 배급사/방송사                  | 비고              |
| ------------------------- | ----------------------------------------------- | --------------- | ------------------------------ | ----------------- |
| 2012년 7월 21일           | 늑대아이                                        | 케노            | 도호                           | 극장판 애니메이션 |
| 2016년 8월 26일           | 너의 이름은.                                    | 미야미즈 미츠하 | 도호                           | 극장판 애니메이션 |
| 2017년 12월 16일          | 극장판 요괴워치: 섀도우 사이드 도깨비 왕의 부활 | 아마노 나츠메   | 도호                           | 극장판 애니메이션 |
| 2019년 3월 3일            | 아니 × 파라 Episode6                            | 히카루          | NHK BS1                        | TV 애니메이션     |
| 2019년 7월 19일           | 날씨의 아이                                     | 미야미즈 미츠하 | 도호                           | 극장판 애니메이션 |
| 2020년 10월 2일           | 트롤: 월드 투어                                 | 파피 (일본판)   | 유니버설 픽처스/도호 도와·가가 | 극장판 애니메이션 |
| 2021년 8월 29일           | 마루코는 아홉 살                                | 소녀            | 후지 TV                        | TV 애니메이션     |
| 2023년 4월 3일 ~ 9월 14일 | 보사니마루                                      | 사쿠라          | 후지 TV                        | TV 애니메이션     |

### 외화 더빙
| 개봉일자        | 제목              | 역할                      | 배급사/방송사 | 비고                     |
| --------------- | ----------------- | ------------------------- | ------------- | ------------------------ |
| 2019년 2월 22일 | 알리타: 배틀 엔젤 | 알리타 (로사 살라자르 분) | 20세기 폭스   | 미국 영화, 일본어판 더빙 |

### 무대
| 공연일자                                                              | 제목                                                                          | 역할                                                     | 공연장소                                                                  | 비고                               |
| --------------------------------------------------------------------- | ----------------------------------------------------------------------------- | -------------------------------------------------------- | ------------------------------------------------------------------------- | ---------------------------------- |
| 2011년 8월 20일 ~ 28일                                                | TMA-Extra 〈기적의 사람〉                                                     | 헬렌 켈러                                                | 도쿄·다이조 스튜디오 D 스튜디오                                           | [ 주 11 ]                          |
| 2012년 7월 3일 ~ 8월 12일                                             | 뮤지컬 〈왕과 나〉                                                            | 루이스 (Louis T. Leonowens)                              | 도쿄·유포토 홀 외에 지방 공연                                             | [ 75 ]                             |
| 2014년 12월 10일 ~ 16일                                               | 극단 미나모자 제16회 공연 〈보이지 않는 구름〉                                | 안나 베르타                                              | 도쿄 씨어터 트램                                                          | [ 76 ] [ 77 ] [ 78 ] [ 79 ]        |
| 2015년 8월 16일 ~ 27일                                                | 뮤지컬 〈빨간 머리 앤〉                                                       | 앤 셜리                                                  | 도쿄 신주쿠 문화 센터 외 지방 공연                                        | [ 80 ] [ 81 ] [ 82 ] [ 83 ] [ 84 ] |
| 2018년 4월 10일 ~ 6월 3일                                             | 타코우 기획 제3탄 〈화성의 두 사람〉                                          | 사야카                                                   | 도쿄 시어터 클리에 다른 지방 공연                                         | [ 85 ] [ 86 ] [ 87 ] [ 88 ] [ 89 ] |
| 2018년 7월 27일 ~ 8월 29일·9월 18일 ~ 10월 15일                       | 뮤지컬 〈나이츠 테일 기사 이야기 레터〉                                       | 후라비나                                                 | 도쿄 제국 극장 / 오사카 우메다 예술 극장 메인홀                           | [ 90 ] [ 91 ] [ 92 ]               |
| 2020년 8월 10일 ~ 13일·8월 18일 ~ 8월 22일                            | 뮤지컬 〈나이츠 테일〉 in 심포닉 콘서트                                       | 후라비나                                                 | 도쿄 예술 극장 콘서트 홀 / 도쿄 오페라 시티 콘서트 홀                     | [ 93 ] [ 94 ]                      |
| 2019년 10월 6일 ~ 10월 27일                                           | 음악극 〈모음곡 학살〉                                                        | 다구치 타키코                                            | 도쿄·텐노즈 은하 극장 외에 지방 공연                                      | [ 95 ]                             |
| 2020년 2월 22일 ~ 23일                                                | Disney on CLASSIC Premium 〈미녀와 야수〉 인 콘서트                           | 벨                                                       | 카나가와·요코하마 아레나                                                  | [ 96 ]                             |
| 2020년                                                                | 닛세이 극장 패밀리 페스티벌 2020 〈NHK 모두의 노래 뮤지컬 『리틀 좀비 걸』〉  | 노노                                                     | 빈칸                                                                      | 공연 중단                          |
| 2022년 2월 28일 2023년 8월 13일 ~ 8월 26일 2024년 3월 11일 ~ 8월 24일 | 연극 〈센과 치히로의 행방불명〉 연극 〈센과 치히로의 행방불명 Spirited Away〉 | 치이로                                                   | 도쿄 제국 극장 외                                                         | [ 99 ]                             |
| 2022년 8월 14일 ~ 8월 17일 8월 19일 ~ 8월 22일 8월 24일 ~ 8월 31일    | 뮤지컬 〈다디 롱 레그 ~키다리 아저씨~〉 드라마 시티                           | 주디 애봇 뮤지컬 『다디 롱 레그 〜아시나가 아저씨보다~』 | 도쿄 극장 1010 오사카 우메다 예술 극장 극장 드라마 시티 도쿄 극장 크리에  | [ 100 ]                            |
| 2023년 3월·4월                                                        | 뮤지컬 〈제인 에어〉                                                          | 제인 에어 & 헬렌 번즈                                    | 도쿄·도쿄 예술 극장 플레이하우스 오사카·우메다 예술 극장 극장·드라마 시티 | [ 101 ]                            |
| 2024년 12월 14일·15일                                                 | 낭독극 〈메멘토 모리〉                                                        | 이야기                                                   | 도코로자와 사쿠라 타운 재팬 파빌리온 홀 A                                 | [ 102 ]                            |

### WEB·전달 드라마
- 아직 사랑은 계속될 거야 어디까지나 (2020년 1월 14일 ~ 3월 17일, Paravi)[103]

### 라디오 드라마
- 올 나이트 닛폰 50주년 스페셜 라디오 드라마 〈밝은 밤에 나가〉(2018년 4월 17일 (16일 자정), 닛폰 방송) - 사코타 아이 역[주 18][104]
- 가상 우체국 (2020년 8월 29일[주 19], NHK-FM방송) - 마에조노 코토리 역[105]

## 그 외 출연

### 다큐멘터리·교양 프로그램
- 풍경의 발자취 (2017년 4월 4일, TV 도쿄) - 내레이션[106]
- 바다에 사랑하며 숲을 사랑하다 ~4K으로 그리는 아마미~ (2017년 12월 8일, NHK 종합 큐슈 지구 / 2018년 1월 3일, NHK 종합 전국)
- 아야 (이로도리) ~일본 유산~ (2017년 12월 6일 ~ 2020년 6월 24일[107], BS-TBS / BS-TBS 4K) - 내레이션[주 20]
- 100분 de 명저 몽고메리 “빨강 머리 앤” (2018년 10월 1일 ~ 10월 22일, NHK E 텔레) - 낭독
- 내일에 연결하자 미래 학교 (2019년 5월 5일, NHK 종합) - 내레이션
- 역전 인생 〈전설의 록가수 부활의 노래〉 (2019년 5월 6일, NHK 종합)
- 영웅의 선택 스페셜 〈오오쿠 선물 일기〉(2019년 6월 15일, NHK BS 프리미엄)
- 마음의 인연! 세 가족 스페셜 2019 ~ 지지와 바바와 아빠와 엄마~ (BS닛폰)
  - 제 하룻밤 (2019년 9월 14일)
  - 두번째 밤 (2019년 9월 15일)
- NHK 단가 제 〈입〉 (2020년 4월 19일, NHKE 텔레)
- 역·공항·길거리 피아노 스페셜 (2020년 6월 13일, NHK BS1) - 네비게이터
- 정열 대륙 (2020년 8월 23일, MBS)
- 모리 미츠코 탄생 100년 ~방랑기 영원한 메시지~ (2020년 8월 28일, NHK BS 프리미엄) - 출연 (모네의 무대 작품에서 가상 공동 출연)
- 퍼펙트 플래닛 ~생명 넘치는 〈기적의 행성〉~ (2022년 1월 1일, NHK 스페셜) - 출연
- 두 사람의 거리 〈센과 치히로의 신은 숨겨진 스페셜 하시모토 칸나·카미시라이시 모네〉 (2022년 5월 5일, NHK 종합)
- 〈호카이도가〉 “이키미” SP (2023년 1월 9일, NHK 삿포로)
- 스위치 인터뷰 〈카미시라이시 모네×카와하라 시게토〉 (2024년 6월 14일·21일, NHK 종합)

### 버라이어티 프로그램
- 통쾌 TV 스캇과 재팬 「꽃미남 신 대응」 (2016년 8월 29일, 후지 TV) - 카미키 류노스케와 공동 출연
- 테츠짱의 애드리브 웃음 (2019년 8월 18일, NHK BS)
- 집에서 놀자 (2020년 5월 16일, 후지 TV) - MC
- 세계 비교해봤더니 (2020년 12월 23일 ~ , TBS) - 레귤러 MC[22]
- LIFE! (NHK 종합)
  - 봄 ~너의 목소리에 바치는 콩트~ - 엔마 대왕의 딸 역 外 (2022년 5월 6일)
  - 봄 여름 가을 겨울(2023년 3월 23일)
- 아타라시이 TV (2024년 1월 8일, NHK 종합) - MC

### 라디오
- 카미시라이시 모네의 올 나이트 닛폰 R (2016년 10월 2일 <1일 자정>, 닛폰 방송)
- 카미시라이시 모네 good-night letter (2017년 4월 8일 <7일 심야> ~ 2019년 3월 30일 <29일 심야>, 닛폰 방송)[108][109]

### PV
- HOME MADE 카조쿠 〈스타토라인 (スターとライン)〉 (2011년)[110]
- HY 〈HAPPY〉 (2016년)

### 광고(CM)
- 칼피스 〈안심 시리즈〉 (2011년)
- 부동산 “2만명의 고동 TOURS 뮤지컬 〈빨간 머리 앤〉” 〈모녀 제거〉편 (2015년)
- 산토리 〈남알프스의 광수〉×『너의 이름은.』 〈세잎 마음〉편 / 〈겹치는 마음〉편 (2016년) - 목소리 출연
- 다이토켄타쿠 【기업CM】 사는 것은 투입. 〈가족이란〉편 / 〈도쿄〉편 (2017년)
- 게임온 〈BLESS〉 우두커니 묻는 소녀편 (2017년)
- 내각부 소사이어티 5.0 〈바로 거기의 미래〉 편 (2018년)
- Apple Japan 〈iPhone의 개인 정보 보호 - 간단한 것 - Apple〉(2019년) - 내레이션
- 복권
  - 빙고5 〈빙고를 2명〉 (2020년 ~ 2021년) - 카미키 류노스케와 공동 출연
  - 복권 (2020년 ~ 2021년)
  - 로또6 (2021년)
- 산토리푸즈 〈이에몬(특차)〉 (2020년 ~ )
- 다이이치 산쿄 헬스케어 〈미논 아미노 모이스트〉 흔들리다편 (2020년)
- 오릭스【기업CM】〈세계는 지속가능한. 오릭스도 지속가능한에〉 편 (2021년)
- 타카하시 서점 〈두근 두근 내년을 쓰자.〉편 (2021년 11월 26일 ~ 12월 9일)
- 후지야 〈밀키〉 (2022년 3월 ~ )
- 센테라스 천문관 (2022년 4월 1일 ~ )
- 키코단 〈대두면〉 (2022년 9월 ~ 2023년 9월)
- 다이하츠
  - 기업 CM 〈Light you up〉편 (2023년) - 내레이션
  - 기업 CM 〈Light you up 모든 세대 옆에〉편 (2024년) - 내레이션
- 산토리 〈산토리 생맥주 “트리플생”〉(2023년 5월 ~ )  - 사카구치 겐지, 야마자키 켄토와 공동 출연
- 일본 적십자사 (2023년 4월 ~ )
- 공문교육연구회 (2023년 10월 ~ )

### 모델·이미지 캐릭터
- 케이큐 전철 (2011년)
- ELLE PROMOTION 〈타사키〉의 진주 보석에 카미시라이시 모네와 화이트 진주 이야기 (2020년) - WEB 광고
- 다카하시 서점 2022년판 〈수첩은 다카하시〉 (2021년) - 이미지 캐릭터
- 치요다 〈SKECHERS〉 〈ASICS〉 〈ROXY〉 (2021년) - 타운 코디
- 센테라스 천문관 오프닝 캐릭터 (2022년 4월 1일 ~ )
- 〈분슌문고 가을 100 베스트 셀렉션〉의 이미지 캐릭터 (2023년 9월 5일 ~ , 주식회사 문예춘추) - 출연 영화 《새벽의 모든》과의 콜라보레이션.
- albos 〈캐논 스포트라이트형 무선 스피커〉 (2023년 10월 27일 ~ )

### WEB 영상
- 〈니쿠이네요! 극장〉 제1탄 「Mother」 (2016년 10월 12일, 미쓰비시 전기) - 아카네 역
- 〈진연 세미나 중학 준비 강좌〉 Presents 단편 애니메이션 「ONE STEP되고 싶어 중학생!」 (2019년) - 노조미 역 (히로인)
- MEET YOUR ART (2021년 7월 16일, 에이벡스 비즈니스 디벨 롭먼트, YouTube) - 내레이션
- 〈신비와 상징의 중간 : 구사마 야요이의 모노크롬〉 구사마 야요이 미술관
- 〈어나더 에너지 전시회 : 도전 계속된 힘 - 세계 여성 아티스트 16인〉 모리 미술관
- 〈라이조마틱스_멀티 플렉스〉 도쿄도 현대 미술관
- 〈마을에 나가자~그것은 물의 파문에서 비롯된~〉 와타리움 미술관

### 기타·내레이션·가이드
- 하루 경찰서장 마루노우치 경찰서 (2019년 5월 10일)
- 하타 모토히로 올 타임 베스트 앨범 〈All Time Best 하타 모토히로〉 TV 스팟
- 〈Gift of Light ~별빛에 싸여~〉 (2020년 11월 28일, 코니카 미놀타 플라네타륨 “천공” in 도쿄 스카이 트리 타운 ®)[111]
- 요코하마 미술관 개관 30주년 기념 오랑주리 미술관 컬렉션 르느와르와 파리를 사랑한 12명의 화가들 (2019년 9월 21일 ~ 2020년 1월 13일, 요코하마 미술관)[112]
- 그리운 미래 프로젝트 (2022년)
  - 다큐멘터리 〈어린이 식당〉
  - 다큐멘터리 〈장난감 의사〉
  - 다큐멘터리 〈어린이 축구 코치〉
- 목요일은 본요일 (2022년 10월 6일 ~ 12일, 도쿄도 서점 상업 조합) - 인생을 바꾼 10권을 소개
- TBS 시리즈 SDGs 프로젝트 지구를 미소로 만드는 WEEK 캠페인 대사
  - 제6탄 (2023년 5월 14일 ~ 20일)
  - 제7탄 (2023년 11월 5일 ~ 11일)

## 음반 작품

### 전달 싱글
| 순서 | 발매일           | 제목                                         | 레이블     | 수록 앨범 | 비고    |
| ---- | ---------------- | -------------------------------------------- | ---------- | --------- | ------- |
| 1st  | 2017년 4월 28일  | 고백 (告白)                                  | 포니 캐년  | i         | [ 113 ] |
| 2nd  | 2017년 10월 4일  | 당신의 목소리 (あなたの声)                   | 포니 캐년  | 미수록    | [ 114 ] |
| 3rd  | 2019년 4월 5일   | 해피엔드 (ハッピーエンド)                    | 유니버설 J | note      | [ 115 ] |
| 4th  | 2019년 6월 12일  | 영원한 건 싫어 (永遠はきらい)                | 유니버설 J | note      | [ 116 ] |
| 5th  | 2019년 10월 14일 | 한 줄기 (一縷)                               | 유니버설 J | note      | [ 117 ] |
| 6th  | 2020년 2월 25일  | from the seeds                               | 유니버설 J | note      | [ 118 ] |
| 7th  | 2020년 5월 11일  | 새벽을 흥얼거린다면 (夜明けをくちずさめたら) | 유니버설 J | note      | [ 119 ] |
| 8th  | 2022년 1월 1일   | 그리운 미래 (懐かしい未来)                   | 유니버설 J | name      |         |
| 9th  | 2023년 12월 14일 | Loop                                         | 유니버설 J |           |         |
| 10th | 2024년 4월 24일  | 스피카 (スピカ)                              | 유니버설 J |           |         |

### 싱글

#### 카미시라이시 모네 명의
| 순서 | 발매일           | 제목                   | 수록곡 | 최고 순위 | 비고            |
| ---- | ---------------- | ---------------------- | --- | --------- | --------------- |
| 1st  | 2021년 10월 13일 | I'll be there / スピン | 첫회한정반 I'll be there スピン※エッセイ「いろいろ」の“おとも” 白い泥 studio live ver.통상반 I'll be there スピン※エッセイ「いろいろ」の“おとも” I'll be there（おうちカラオケver.） スピン（おうちカラオケver.） | 10위      |                 |
| 2nd  | 2023년 10월 25일 | ひかりのあと / skip    | 초회한정판 ひかりのあと skip통상반 ひかりのあと skip ひかりのあと -いっしょに歌う?ver. skip -いっしょに歌う?ver.                                                                                                  | 11위      | [ 120 ] [ 121 ] |

#### 그 외의 명의
- 마이코는 레이디 (舞妓はレディ) (2014년 7월 16일, 포니 캐년)[주 21]

### 앨범

#### 커버 앨범
| 순서 | 발매일          | 제목           | 최고 순위 | 비고                     |
| ---- | --------------- | -------------- | --------- | ------------------------ |
| 1st  | 2016년 10월 5일 | chouchou       | 3위       | [ 주 22 ] [ 29 ] [ 122 ] |
| 2nd  | 2021년 6월 23일 | 그 노래 あの歌 | 6위 7위   |                          |

#### 정규 앨범
| 순서 | 발매일                           | 제목           | 순위 | 비고             |
| ---- | -------------------------------- | -------------- | ---- | ---------------- |
| 1st  | 2017년 7월 12일                  | and...         | 25위 | [ 123 ] [ 124 ]  |
| 2nd  | 2019년 7월 10일                  | i              | 12위 | [ 125 ] [ 41 ]   |
| 3rd  | 2020년 8월 26일 2020년 12월 23일 | note note book | 3위  | [ 42 ] [ 주 23 ] |
| 4th  | 2022년 7월 13일                  | name           | 9위  | [ 126 ] [ 127 ]  |
| 5th  | 2024년 11월 6일                  | kibi           |      | [ 128 ] [ 129 ]  |

### DVD
| 순서 | 발매일          | 제목   | 순위 | 비고    |
| ---- | --------------- | ------ | ---- | ------- |
| 1st  | 2021년 3월 31일 | i note | 8위  | [ 130 ] |
| 2nd  | 2024년 12월 4일 | name   |      |         |

### 참가 작품
1. 영화 《마이코는 레이디》 뮤지컬·송스&사운드 트랙 컬렉션 (2014년 9월 10일, 포니 캐년)
2. CHANPULU STORY ~HY tribute~ (2018년 8월 8일, 유니버설 J) - 가창 곡 〈HAPPY〉
3. 오프콜스·클래식 (2019년 10월 23일, USM JAPAN) - 가창 곡 〈안녕 (さよなら 사요나라[*])〉
4. 오하시 트리오 〈NEW WORLD〉 (2021년 3월 3일, rhythm zone) - 가창곡 〈밀크와 슈가 (ミルクとシュガー)〉 with 카미시라이시 모네

### NHK 홍백가합전출전 경력
| 연도/방송회   | 회 | 곡목                   | 출연순 | 대전 상대 | 비고    |
| ------------- | -- | ---------------------- | ------ | --------- | ------- |
| 2021년/제72회 | 첫 | 夜明けをくちずさめたら | 07/21  | KAT-TUN   | [ 131 ] |

## 서적

### 출판 서적
- 에세이 〈여러 가지〉 (2021년 9월 25일, NHK출판) ISBN 978-4-149-97466-8
  - ISBN 978-4-1499-7466-8 - Amazon 한정 오리지널 커버
  - 대만판 (2023년 6월 8일)
- 〈번역서간 『빨간머리의 앤』을 둘러싼 말의 여행〉 (2022년 7월 25일, NHK 출판)

### 잡지 연재
- B.L.T. (2011년 6월호 ~ 부정기, 도쿄 뉴스 통신사) 〈도호 신데렐라 girls be ambicious〉 연재
- 라디오 영어 회화 (2020년 4월호 ~ , NHK 출판) 〈카미시라이시 모네의 번역 서한 「빨간 머리 앤」을 둘러싼 여행〉 연재
- MEN'S NON-NO (2022년 1월호 ~ , 슈에이샤) 〈카미시라이시 모네와 세계를 가브리! BITE the World〉 연재

### 사진집
- aBUTTON VOL.9_청춘 카미시라이시 모네/카미시라이시 모카 (PLUP SERIES) (2012년 5월 31일, PARCO 출판) ISBN 978-4-89194-959-4
- 내가 찍고 싶었던 여배우전 2021 카미시라이시 모네/이케다 엘라이자/야마다 안나/이모우 하루카/나루미 유이, 2021년 4월 16일, guilloche inc.출판) ISBN 978-4-99-118831-2

### 커버 모델
- 천사의 눈물. (2011년 10월 21일, 슈에이샤 핑키 문고) ISBN 978-4-08-660019-4 - 동생 카미시라이시 모카와 함께 촬영했다.

### 관련 서적
- 오디오북판 〈너의 이름은. Another Side:Earthbound〉 1화 ~ 3화 - 낭독

## 수상 경력
| 연도   | 시상식                                  | 부문                                              | 작품                                                 | 출처            |
| ------ | --------------------------------------- | ------------------------------------------------- | ---------------------------------------------------- | --------------- |
| 2011년 | 제7회 도호 신데렐라 오디션              | 심사위원 특별상                                   | 빈칸                                                 | [ 110 ]         |
| 2014년 | 제26회 야마지 후미코 영화상             | 야마지 후미코 신인 여우상                         | 마이코는 레이디                                      | [ 132 ] [ 133 ] |
| 2014년 | 제19회 일본 인터넷 영화대상             | 일본영화부문 뉴 페이스 브레이크상·베스트 임팩트상 | 마이코는 레이디                                      |                 |
| 2014년 | 전국 영화연합상                         | 여우상                                            | 마이코는 레이디                                      |                 |
| 2015년 | 제38회 일본 아카데미상                  | 신인 배우상                                       | 마이코는 레이디                                      | [ 134 ] [ 135 ] |
| 2017년 | 제11회 세이유 어워드                    | 여우주연상                                        | 너의 이름은.                                         | [ 136 ]         |
| 2017년 | 제26회 일본 영화 프로페셔널 대상        | 신인 배우상                                       | 물에 빠진 나이프, 치하야후루 상·하편                 | [ 137 ]         |
| 2018년 | WOWOW 「마음대로 연극 대상 2018」       | 신인상                                            | 나이츠 테일 -기사 이야기 레터-                       | [ 138 ]         |
| 2020년 | All About 뮤지컬 어워드                 | 신성상                                            | 모음곡 학살                                          | [ 139 ]         |
| 2020년 | 제104회 더 텔레비젼 드라마 아카데미상   | 여우주연상                                        | 사랑은 계속될 거야 어디까지나                        | [ 140 ]         |
| 2020년 | 2019 연간 더 텔레비젼 드라마 아카데미상 | 여우주연상                                        | 사랑은 계속될 거야 어디까지나                        | [ 21 ]          |
| 2020년 | 베스트 스마일 오브 더 이어 2020         | 배우부문                                          | 빈칸                                                 | [ 141 ]         |
| 2020년 | 모델 프레스 2020년 〈올해의 얼굴〉      | 배우부문                                          | 빈칸                                                 | [ 142 ]         |
| 2020년 | Yahoo! 검색 대상 2020                   | 여배우부문                                        | 빈칸                                                 | [ 143 ]         |
| 2020년 | oricon 2020 브레이크 여배우 랭킹        | 1위                                               | 빈칸                                                 |                 |
| 2021년 | KKTV 2020년도 연극상                    | 최우수 여우주연상                                 |                                                      |                 |
| 2021년 | TVstation 드라마 대상 2020              | 여우주연상 1위                                    | 사랑은 계속될 거야 어디까지나                        |                 |
| 2021년 | 제45회 엘란도르상                       | 신인상                                            | 빈칸                                                 | [ 144 ]         |
| 2021년 | 제30회 연간 드라마 대상                 | 여우주연상                                        | 빈칸                                                 |                 |
| 2021년 | 제29회 하시다상                         | 신인상                                            | 빈칸                                                 | [ 145 ]         |
| 2022년 | 제111회 더 텔레비전 드라마 아카데미상   | 여우주연상                                        | 컴컴 에브리바디                                      |                 |
| 2022년 | 제47회 기쿠타 이치오 연극상             | 기쿠타 이치오 연극 대상                           | 센과 치히로의 행방불명 (상연 관계자 일동으로의 수상) |                 |
| 2022년 | anan AWARD 2022                         | 아티스트 부문                                     | 빈칸                                                 |                 |
| 2022년 | 제21회 사라이 대상                      | 2022 인물상                                       | 빈칸                                                 |                 |
| 2023년 | 제30회 요미우리 연극 대상               | 최우수 여배우상                                   | 센과 치히로의 행방불명, 다디 롱 레그 ~키다리 아저씨~ |                 |
| 2024년 | 제16회 TAMA 영화상                      | 최우수 여우주연상                                 | 새벽의 모든                                          |                 |

### 내용주
1. ↑  개봉일 기준은 일본에서의 개봉일이다.
2. ↑  2편이 한 달 간격으로 연속 개봉되었다.
3. ↑  야마자키 히로나와 공동 주연
4. ↑  마츠무라 호쿠토와 공동 주연
5. ↑  MBS에서의 방송일자
6. ↑  TBS에서의 방송일자
7. ↑  NHK BS4K에서의 방송일자.
8. ↑  NHK BS 프리미엄에서의 방송일자.
9. ↑  후카츠 에리, 카와에이 리나와 트리플 주연
10. ↑  개봉·방송일자 기준은 일본에서의 공개일이다.
11. ↑  극작가 윌리엄 깁슨의 유명한 희곡 번역극이지만, 상업적인 목적의 공연이 아닌 예능 관계자와 소수의 일반인을 대상으로 한 시연회이다. 공식 프로필의 첫 무대는 뮤지컬 〈왕과 나〉라고 되어 있다.
12. ↑  이 이름은 극 중에서 밝혀진다.
13. ↑  2020년 7월 17일 도쿄·닛세이 극장을 시작으로 10월 초까지 전국에서 공연이 예정되어 있었지만 신종 코로나 바이러스 감염의 영향으로 공연을 위한 준비 기간이 충분하게 확보 할 수 없기 때문에, 전체 공연을 중지 되는 것이 6월 1일에 발표 되었다.
14. ↑  이로하 쿠마가이과 더블 캐스팅
15. ↑  하시모토 칸나과 더블 캐스팅
16. ↑  사카모토 마야의 대역
17. ↑  야비쿠 토모나와 더블 캐스팅
18. ↑  『스다 마사키의 올 나이트 닛폰』에서의 방송.
19. ↑  8월 11일, 가고시마현 선행 방송.
20. ↑  2020년 6월 24일자로 방송의 내레이션 담당 졸업. 이후에는 후쿠모토 리코가 내레이션 담당하고 있다.
21. ↑  코하루 (카미시라이시 모네) 명의
22. ↑  커버 미니 앨범. 본인 명의로 첫 출시 작품.
23. ↑  「note」의 디럭스 에디션 반.  Disc1는 UHQCD, Disc2는 「i note」 라이브 음원 CD, Disc3는 〈해피 엔드〉 MV와 메이킹 DVD.

### 참조주
1. 1 2  야마자키 노부코 (2014년 9월 11일). “『마이코는 레이디』의 카미시라이시 모네는 태교부터 계속 음악 절임!”. 《Walkerplus》 (KADOKAWA). 2016년 9월 20일에 확인함.
2. ↑  “도호 예능 공식 사이트 여자 배우, 성우:: 프로필 :: 카미시라이시 모네”. 2019년 2월 18일에 확인함.
3. ↑  “카미시라이시 모네의 프로필”. Ameba (아메바). 2016년 9월 18일에 확인함.
4. ↑  “「도호 신데렐라」모카＆모네 자매 영상 첫 출연”. 2021년 10월 11일에 확인함.
5. ↑  《여러 가지》. NHK출판. 2021. 29쪽.
6. 1 2 3  “노래와 연기, 두 개의 앞으로도 「너의 이름은」 성우 가수로도 데뷔에 카미시라이시 모네”. 《니시닛폰신문》. 2016년 11월 13일. 2016년 11월 14일에 원본 문서에서 보존된 문서. 2019년 4월 24일에 확인함.
7. 1 2  “졸업생의 활약”. 마리아 뮤지컬 아카데미. 2016년 9월 18일에 확인함.
8. 1 2  “미야와키 사쿠라, 소꿉 친구의 시라이시 모네와의 재회에 감격”. 《뮤직 보이스》. 2016년 12월 9일. 2021년 8월 7일에 확인함.
9. 1 2 3 4  “카미시라이시 모네 인터뷰”. 《진로 탐색》. 라이센스 아카데미. 2016년 9월 17일에 원본 문서에서 보존된 문서. 2016년 9월 18일에 확인함.
10. 1 2 3  “13세·카미시라이시 모네, 데뷔 반 년에 첫 드라마…NHK 대하 〈고우〉 최종회”. 《스포츠 호치》. 2011년 11월 4일. 2012년 6월 27일에 원본 문서에서 보존된 문서. 2016년 9월 18일에 확인함.
11. ↑  “【인터뷰】『마이코는 레이디』카미시라이시 모네 수오 감독 작품에서 느낀 여배우의 재미와 무서움”. 《시네마 카페》 (이도). 2014년 9월 12일. 2016년 7월 17일에 확인함. “카미시라이시 모네 『촬영 중  통곡…「향후에 연결하고 싶다」』 ...”. 《ORICON STYLE》 (오리콘). 2014년 9월 10일. 2016년 7월 16일에 확인함.
12. 1 2  “수오 마사유키 감독작 『마이코는 레이디』, 카미시라이시 모네가 노래하는 주제가 싱글 발매 결정”. 《CDJournal》 (음악출판사). 2014년 6월 11일. 2016년 12월 14일에 확인함.
13. ↑  “『마이코는 레이디』의 카미시라이시 모네, 첫 주연 무대에서 원전 사고에 휘말린 소녀”. 《마이 나비 뉴스》 (마이 나비). 2014년 10월 22일. 2016년 7월 16일에 확인함.
14. ↑  “카미시라이시 모네, 최초의 “빨강 머리 앤”역에 감회「정중하게 연기하고 싶다」”. 《ORICON STYLE》 (오리콘). 2015년 8월 17일. 2016년 7월 16일에 확인함.
15. ↑  “『너의 이름은.』미야미즈 미츠하 역할·카미시라이시 모네, 블로그 개설 - Moneiro의 의미란?”. 《마이 나비 뉴스》 (마이 나비). 2016년 9월 16일. 2016년 9월 18일에 확인함.
16. ↑  “『너의 이름은.』히로인, 카미시라이시 모네가 연속 드라마 첫 주연 『호쿠사이와 밥만 있으면』실사화”. 《ORICON STYLE》 (오리콘). 2016년 11월 15일. 2016년 7월 16일에 확인함.
17. 1 2  “「호쿠사이와 밥만 있으면」 카미시라이시 모네가 연속 드라마 첫 주연! 내년 1월부터 방송”. 《코믹 나탈리》 (주식회사 나타샤). 2016년 11월 15일. 2016년 11월 15일에 확인함.
18. ↑  “카미시라이시 모네, 레귤러 프로그램의 내레이션 첫 도전”. 《ORICON NEWS》. 2017년 4월 4일. 2017년 4월 15일에 확인함.
19. 1 2  “카미시라이시 모네, 모카가 영화 첫 공동 출연 「서로 높여 해가면」”. 《닛칸스포츠》 (닛칸스포츠 신문사). 2017년 11월 23일. 2017년 11월 23일에 확인함.
20. 1 2  “카미시라이시 모네, GP 대 연속 드라마 첫 주연 & 간호사 역 첫 도전 「도S 닥터」 사토 타케루를 사랑”. 《ORICON NEWS》 (oricon ME). 2019년 11월 13일. 2019년 11월 13일에 확인함.
21. 1 2  “수상 결과 총평 특별편 드라마 아카데미상”. 《더 텔레비젼》. 2020년 8월 31일. 2020년 9월 5일에 확인함.
22. 1 2  “카미시라이시 모네 『세계 비교해봤더니』에서 MC 데뷔! 고쿠분 타이치 「이수록 익숙해지면 어떤 버라이어티도 괜찮아」”. 《걸즈 워커》. 2020년 12월 20일. 2020년 12월 20일에 확인함.
23. ↑  “2020년 상반기 브레이크 여배우 랭킹”. 《ORICON NEWS》. 2021년 3월 8일에 확인함.
24. ↑  “2020년 브레이크 여배우 랭킹”. ORICON NEWS. 2021년 7월 22일에 확인함.
25. ↑  “아침 드라마 히로인에 카미시라이시 모네 등 NHK 오사카, 21년도 하반기 방송”. 《교도 통신》. 2020년 12월 24일. 2020년 12월 24일에 원본 문서에서 보존된 문서. 2020년 12월 24일에 확인함.
26. ↑  “【인터뷰】가수·카미시라이시 모네, 2016년 도약. 「전부 연결되고 있다고 생각합니다」”. 《BARKS》 (재팬 뮤직 네트워크). 2016년 12월 7일. 2016년 12월 14일에 확인함.
27. 1 2 3  “천성의 여배우·카미시라이시 모네의 매력이란?”. 《ORICON STYLE》 (오리콘). 2015년 3월 4일. 2016년 9월 21일에 확인함.
28. ↑  “카미시라이시 모네, 10.5 가수 데뷔 「계속 노래를 좋아했다」”. 《ORICON STYLE》 (오리콘). 2016년 7월 11일. 2016년 7월 16일에 확인함.
29. 1 2  “실력파 젊은 여배우 카미시라이시 모네가 메이저 데뷔! 10월 커버 미니 앨범 발매”. 《PONYCANYON NEWS》 (포니 캐년). 2016년 7월 11일. 2016년 7월 18일에 원본 문서에서 보존된 문서. 2019년 4월 24일에 확인함.
30. ↑  “카미시라이시 모네, 10월 데뷔 CD에서 영화 「너의 이름은.」 주제가를 커버”. 《BARKS》 (재팬 뮤직 네트워크). 2016년 8월 27일. 2016년 11월 27일에 확인함.
31. ↑  “노래와 연기, 두 길 앞으로도 「너의 이름은.」성우 가수 데뷔에 카미시라이시 모네”. 《니시닛폰신문》. 2016년 11월 13일. 2016년 11월 14일에 원본 문서에서 보존된 문서. 2019년 4월 24일에 확인함.
32. ↑  “실력파 젊은 여배우 카미시라이시 모네가 메이저 데뷔! 10월 커버 미니 앨범 발매”. 《PONYCANYON NEWS》 (포니 캐년). 2016년 7월 11일. 2016년 7월 18일에 원본 문서에서 보존된 문서. 2019년 4월 24일에 확인함.
33. ↑  JAPAN COUNTDOWN 카미시라이시 모네 「신의 목소리」가 일으킨 기적에 육박! 보관됨 2017-02-25 - 웨이백 머신 - goo테레비 프로그램, 2017년 2월 25일에 확인.
34. ↑  【이벤트 리포트】카미시라이시 모네, 『너의 이름은.』 신카이 마코토 감독의 말에 기쁨의 눈물. M스테 첫 출연도 결정 - BARKS (2016년 10월 5일) 2016년 10월 5일에 확인.
35. ↑  카미시라이시 모네, 출시 이벤트에서 보여준 늠름한 모습에 신카이 마코토 감독 「『노래 할 사람』이라고 강하게 느끼게 한」 - Real Sound (2016년 10월 6일) 2016년 10월 6일에 확인.
36. ↑  카미시라이시 모네가 염원의 첫 원맨 개최 「너의 이름은.」주제가로 팬 매료 - 음악 나탈리 (2017년 2월 11일) 2017년 2월 11일에 확인.
37. ↑  “카미시라이시 모네 첫 오리지널 곡 「고백」은 하타 모토히로 프로듀스! 4월 28일부터 전달”. 《PONYCANYON NEWS》 (포니 캐년). 2017년 4월 14일. 2017년 4월 17일에 원본 문서에서 보존된 문서. 2019년 4월 24일에 확인함.
38. ↑  “카미시라이시 모네, 신곡「퍼즐」이 TV 애니메이션 「경계의 RINNE」제3 시리즈  신 ED 테마”. 《PONYCANYON NEWS》 (포니 캐년). 2017년 6월 15일. 2017년 6월 17일에 원본 문서에서 보존된 문서. 2019년 4월 24일에 확인함.
39. ↑  “카미시라이시 모네가 밝히는 오리지널 곡을 노래로 싹튼 “변화” 「하나로 해방된 느낌이 있다」”. 《Real Sound》. 2017년 7월 12일. 2017년 7월 12일에 확인함.
40. ↑  카미시라이시 모네, 유니버설 뮤직으로 이적 발표 새로운 비주얼도 공개 - Musicman-net (2019년 4월 5일) 2019년 4월 8일에 확인.
41. 1 2  “카미시라이시 모네 7월 10일 출시 미니 앨범 「ｉ」(아이) 전체수록 내용 발표! 6월 12일 「영원은 싫어」 선행 전달 결정!”. 《닛칸 엔터테인먼트 클립》. 2019년 6월 4일. 2021년 2월 2일에 원본 문서에서 보존된 문서. 2019년 6월 4일에 확인함.
42. 1 2  “카미시라이시 모네 첫 정규 풀 AL 발매 및 온라인 라이브 결정”. 《BARKS》 (재팬 뮤직 네트워크). 2020년 6월 11일. 2021년 1월 3일에 확인함.
43. ↑  “카미 시라이시 모네 <yattokosa> 투어 폐막 「노래가 좋아져서 좋았다」”. BARKS. 2021년 7월 23일에 확인함.
44. ↑  “카미시라이시 모네 첫 싱글 CD를 발매”. BARKS. 2021년 8월 21일에 확인함.
45. ↑  “카미시라이시 모네,「chouchou」인터뷰”. 음악 나탈리. 2016년 11월 27일에 확인함.
46. ↑  “카미시라이시 모네 「“자신이 없다”가 저의 장점」그래서 노력! 사랑 여배우 모습”. 마이 나비 뉴스. 2021년 7월 23일에 확인함.
47. ↑  「도호 신데렐라」모카＆모네 자매 영상 첫 출연 스포니치, 2011년 9월 23일에 확인.
48. ↑  카미시라이시 모네. 《카미시라이시 모네 「chouchou」인터뷰》.  인터뷰어: 우에노 이츠키. 3쪽.  “음악나탈리”. 2016년 11월 27일에 확인함.
49. 1 2  “카미시라이시 모네｜여성 배우”. 《도호 예능 공식 사이트》. 2021년 1월 29일에 확인함.
50. 1 2  “PROFILE”. 《카미시라이시 모네 공식 홈페이지》. 2020년 3월 11일에 확인함.
51. ↑  미소녀가 즐비하게 등장! 「도호 신데렐라」수상자 4명이 첫 주연 데뷔 - 영화.com (2011년 11월 29일) 2017년 3월 22일에 확인.
52. ↑  “오늘은 손님, 카미시라이시 모네가 등장!”. 《MAST presents 오쿠 하나코 Room No.875》. TOKYO FM. 2016년 10월 15일. 2016년 12월 29일에 원본 문서에서 보존된 문서. 2019년 4월 24일에 확인함.
53. ↑  chouchou바나시② - 카미시라이시 모네 공식 블로그 (2016년 10월 3일) 2016년 10월 3일에 확인.
54. ↑  “오늘도 손님, 카미시라이시 모네가 등장!”. 《MAST presents 오쿠 하나코 Room No.875》. TOKYO FM. 2016년 10월 22일. 2016년 12월 29일에 원본 문서에서 보존된 문서. 2019년 4월 24일에 확인함.
55. ↑  “79번째 『시즈오카 여러분, 어서 오세요!』”. 《올 나이트 닛폰.com》. 닛칸 방송. 2018년 10월 10일. 2020년 3월 6일에 확인함.
56. ↑  “85번째 『인풋은 계속...온천과 독서의 사이』”. 《올 나이트 닛폰.com》. 닛폰 방송. 2018년 11월 19일. 2020년 3월 6일에 확인함.
57. ↑  “「옷을 벗을 수 없기 때문에」 카미시라이시 모네의 장난기”. 《닛칸스포츠》 (닛칸스포츠 신문사). 2017년 6월 30일. 2017년 6월 30일에 확인함.
58. ↑  “HKT 미야와키 사쿠라, 『너의 이름은.』 성지 순례 “오랜 친구” 카미시라이시 모네에게 경의”. 《ORICON STYLE》 (오리콘). 2016년 9월 6일. 2016년 9월 18일에 확인함.
59. ↑  Inc, Natasha. “「너의 이름은.」배달 기념 특집 미야와키 사쿠라 성지 순례와 오랜 친구·카미시라이시 모네의 소리를 말한다 - 영화 나탈리 특집 인터뷰”. 《음악 나탈리》 (일본어). 2021년 5월 19일에 확인함.
60. ↑  “카미시라이시 모네 가수 후지와라 사쿠라와 “장대한 딴짓” 「스카이 트리에 올라가는 것…」”. 《올나잇 닛폰.com》. 닛폰 방송. 2018년 5월 18일. 2018년 5월 20일에 확인함.
61. ↑  “77번째『모네와 사쿠라의 여자회 라디오~생 노래 「너에게」피로』”. 《올 나이트 닛폰.com》. 닛폰 방송. 2018년 9월 24일. 2020년 3월 6일에 확인함.
62. ↑  “이케다 에라이자×카미시라이시 모네, 친구끼리의 공동 출연에 「소름이 끼쳤자」 「아름다운 하모니 최고」라고 감동의 목소리 <FNS 가요제>”. WEB더 텔레비전. 2020년 8월 26일. 2020년 8월 26일에 확인함.
63. ↑  “이케다 에라이자에게 사랑의 메시지 보내는 카미시라이시 모네 「소중합니다」”. 나리나리닷컴. 2021년 7월 일에 확인함.
64. ↑  “카미시라이시 모네짱 등교♪ 질문 LOCKS!”. 《히로세 스즈의 GIRLS LOCKS!》. TOKYO FM. 2016년 4월 11일. 2019년 4월 12일에 확인함.
65. ↑  “카미시라이시 모네&카미시라이시 모카, 자매 첫 공동 출연 화려한 연기도 선보일 <양과 강철의 숲>”. 《모델 프레스》. 2017년 11월 23일. 2017년 11월 23일에 확인함.
66. ↑  “카미시라이시 모네 × 스기노 요스케 × 요코하마 류세이, 「L·DK」신작으로 삼각관계 / 2018년 9월 6일 - 영화 - 뉴스 - 크랭크인!”. 《www.crank-in.net》 (일본어). 2018년 10월 18일에 확인함.
67. ↑  “카미시라이시 모네와 야마자키 히로나, W 주연작에서 비즈니스 파트너! 주제가는 아지칸”. 《영화나탈리》 (주식회사나타샤). 2018년 11월 29일. 2018년 11월 29일에 확인함.
68. ↑  카미시라이시 모네, 첫 연속 드라마 주연은 자취 여자 역!  목표 하나 없는 대흥분 「기쁘다」 - SANSPO.COM (2016년 11월 15일) 2016년 11월 15일에 확인.
69. ↑  “신카이 마코토 신작 애니메이션 「너의 이름은.」에 카미키 류노스케 & 카미시라이시 모네가 목소리의 주연 특보도 공개”. 영화 나탈리. 2015년 12월 10일. 2015년 12월 10일에 확인함.
70. ↑  “카미시라이시 모네, 치바 유다이가 「요괴 워치」의 성우”. 《스포츠 호치》 (호치 신문사). 2017년 10월 18일. 2017년 10월 18일에 원본 문서에서 보존된 문서. 2019년 4월 24일에 확인함.
71. ↑  “카미시라이시 모네 시각 장애인 유도에 몰두한 히로인의 목소리에 도전 영혼의 분발도 담아”. 《스포츠 호치》 (호치 신문사). 2019년 2월 27일. 2019년 2월 27일에 확인함.
72. ↑  “드림 웍스 애니메이션 영화 최신작 「트롤스 음악 ★ 파워」 카미시라이시 모네·웬츠 에이지 등 일본어 더빙 성우 결정 코멘트 도착!”. 《애니메이트 타임즈》. 2020년 7월 13일. 2020년 7월 13일에 확인함.
73. ↑  “게스트 성우 축제에 로버트·카미시라이시 모네가 등장!”. 《마루코는 아홉 살 공식 사이트》. 2021년 8월 15일. 2021년 8월 15일에 확인함.
74. ↑  “카미시라이시 모네가 아리타의 더빙 성우에 「크리스마스는 세계를 위해 싸울 것입니다!」”. 《영화 나탈리》. 2018년 11월 8일. 2018년 11월 8일에 확인함.
75. ↑  마츠다이라 켄이 22년 만에 시암 왕에. 『왕과 나』 전국 공연이 시작 - 티켓피아 뉴스 (2012년 7월 4일) 2017년 2월 2일에 확인.
76. ↑  카미시라이시 모네：무대에서 첫 주연 원전 사고에 휩쓸린 어려운 역할에 도전 보관됨 2016-09-24 - 웨이백 머신 - MANTANWEB (2014년 10월 22일)
77. ↑  연극『보이지 않는 구름』에서 첫 주연! 카미시라이시 모네의 인터뷰 - 엔터 스테이지 (2014년 12월 8일) 2014년 12월 24일에 확인.
78. ↑  카미시라이시 모네, 첫 주연 무대 「어른에게 반항하는 모습을 보여 주겠다」는 각오의 이야기 - 영화.com (2014년 12월 10일) 2014년 12월 10일에 확인.
79. ↑  카미시라이시 모네의 “가족도 모르는 새로운 일면”이란!? 연극『보이지 않는 구름』 공개 총연습 - 엔터 스테이지 (2014년 12월 11일) 2014년 12월 24일에 확인.
80. ↑  「빨간 머리 앤」에서 뮤지컬 첫 주연의 카미시라이시 모네, 무대와 수험의 양립을 맹세 - 시네마 투데이 (2015년 3월 17일)
81. ↑  무대 첫 주연의 카미시라이시 모네와 사쿠라 마야가 「빨간 머리 앤」 첫날의 자세를 말한다 보관됨 2017-01-05 - 웨이백 머신 - IRORIO (2015년 8월 17일) 2016년 5월 10일에 확인.
82. ↑  [https://deview.co.jp/News?am_news_id=3202 카미시라이시 모네 주연 뮤지컬 「빨간 머리 앤」도쿄 공연 「많은 파워를 받고 있습니다!」- De☆View (2015년 8월 20일) 2016년 4월 17일에 확인.
83. ↑  가고시마현 출신 위에 카미시라이시 모네가 후쿠오카·오이타 등 지역에서 선출된 출연자와 “2만명의 고동 TOURS 뮤지컬 「빨간 머리 앤」” 후쿠오카 공연 투어 마지막 공연! - 텐진사이트 (2015년 9월 7일) 2015년 9월 7일에 확인.
84. ↑  “가고시마현 출신의 카미시라이시 모네가 후쿠오카·오이타 등 지역에서 선출 된 출연자와 “2만명의 고동 TOURS 뮤지컬 「빨간 머리 앤」” 후쿠오카 공연 투어 마지막 공연!”. 《텐진사이트》. 2015년 9월 7일. 2017년 1월 4일에 원본 문서에서 보존된 문서. 2019년 4월 24일에 확인함.
85. ↑  “다케나카 나오토×나마세 카츠히사 「타코우 기획」 내년 봄에 제3탄 주인공은 카미시라이시 모네”. 《ORICON NEWS》 (oricon ME). 2017년 9월 13일. 2017년 9월 13일에 확인함.
86. ↑  “타코우 기획 제3탄 「화성의 두 사람」 연습실 보고서”. 《omoshii》. 2018년 4월 7일. 2018년 4월 7일에 확인함.
87. ↑  “연극『화성의 두 사람』 포위 취재【노컷】”. 《매거진 서밋》. 2018년 4월 10일. 2018년 4월 10일에 확인함.
88. ↑  “다케나카 나오토×나마세 카츠히사 「화성의 두 사람」지역 가고시마 개선에 카미시라이시 모네 「왓제 기쁘다」”. 《스테이지 나탈리》. 2018년 4월 10일. 2018년 4월 10일에 확인함.
89. ↑  “나마세 카츠히사, 타케나카 나오토의 공연은 「행복한 시간」 타코우 기획 「화성의 두 사람」 개막”. 《엔터 스테이지》. 2018년 4월 11일. 2020년 11월 4일에 원본 문서에서 보존된 문서. 2018년 4월 11일에 확인함.
90. ↑  “도모토 코이치×이노우에 요시오가 경연 「나이츠 테일」 연출은 존 케아도”. 《스테이지 나탈리》. 2018년 1월 19일. 2018년 1월 19일에 확인함.
91. ↑  “「나이츠 테일」이노우에 요시오와의 협연에 도모토 코이치 「심도가 2분할 기쁨 2배」”. 《스테이지 나탈리》. 2018년 7월 29일. 2018년 7월 29일에 확인함.
92. ↑  “도모토 코이치&이노우에 요시오 뮤지컬 「나이츠 테일」개막. 코이치 「행복 가득」”. 《스테이지 나탈리》. 2018년 7월 29일. 2018년 7월 29일에 확인함.
93. ↑  “뮤지컬 『나이츠 테일』in 심포닉 콘서트”. 《www.tohostage.com》. 2020년 7월 2일에 확인함.
94. ↑  “도모토 코이치 출연 뮤지컬, 콘서트 형식으로 상연에”. 《닛칸 스포츠》. 2020년 6월 30일. 2020년 7월 2일에 확인함.
95. ↑  “이노우에 요시오&카미시라이시 모네에서 『모음곡 학살』 이노우에 히사시 사후 10년 만에”. 《엔터 스테이지》. 2018년 12월 3일. 2018년 12월 3일에 확인함.
96. ↑  “디즈니 『미녀와 야수』 필름 콘서트가 요코하마에서 - 노래 & 오케스트라 라이브 음악, 벨 역은 카미시라이시 모네”. 《패션 프레스》. 2019년 11월 21일. 2019년 11월 21일에 확인함.
97. ↑  “카미시라이시 모네·이로하 쿠마가이 등 출연 「리틀 좀비 걸」 전 공연 중지에”. 《스테이지 나탈리》 (나타샤). 2020년 6월 1일. 2020년 6월 1일에 확인함.
98. ↑  “카미시라이시 모네 청초한 자필로 주연 뮤지컬 중단 보고 「관람을 즐길 수 있는 날이 빨리 오기를 기원합니다」”. 《Sponichi Annex》 (스포니치 신문사). 2020년 6월 1일. 2020년 6월 1일에 확인함.
99. ↑  “「센과 치히로의 행방불명」 존 케아도가 무대화, 치히로 역은 하시모토 칸나&카미시라이시 모네”. 《스테이지 나탈리》. 2021년 2월 26일. 2021년 2월 26일에 확인함.
100. ↑  “제1자 출산의 사카모토 마야, 2012년부터 출연의 뮤지컬 「다디 롱 레그」주디 애봇 역을 사퇴 카미시라이시 모네가 담당 「확실히 계승하도록…」”. 《ORICON NEWS》. oricon ME. 2022년 5월 12일. 2022년 5월 12일에 확인함.
101. ↑  “존 케어드의 신연 출판「제인 에어」에 카미시라이시 모네×야비쿠 토모나×이노우에 요시오”. 《스테이지 나탈리》. 나타샤. 2022년 3월 11일. 2022년 3월 11일에 확인함.
102. ↑  “Mrs. GREEN APPLE 오모리 모토키의 그림책 “메멘토 모리” 카미시라이시 모네의 출연으로 낭독극에”. 《스테이지 나탈리》. 나타샤. 2024년 11월 8일. 2024년 11월 8일에 확인함.
103. ↑  66310.html “카미시라이시 모네&사토 타케시 「사랑 계속」최종회의 “그 후” 그리는 스핀 오프 전달” |url= 값 확인 필요 (도움말). 《cinemacafe.net》 (일본어). 2020년 3월 17일. 2024년 8월 22일에 확인함.
104. ↑  “스다 마사키, 카미시라이시 모네, 야마시타 켄지로, 하나에 나츠키가 ANN 50주년 라디오 드라마로 공연”. 《영화 나탈리》. 2018년 3월 19일. 2018년 3월 19일에 확인함.
105. ↑  “카미시라이시 모네 주연의 라디오 드라마 「가상 우체국」 방송. 「많은 사람들에 닿기를 바랍니다」”. 《TV가이드》 (도쿄 뉴스 통신사). 2020년 8월 28일. 2020년 9월 22일에 확인함.
106. ↑  “카미시라이시 모네 「마음을 담아」, 테레비 도쿄 「풍경의 발자취」에서 내레이션 담당!”. 《영화.com》. 2017년 4월 4일. 2017년 4월 4일에 확인함.
107. ↑  “카미시라이시 모네, 프로그램 나레이션 졸업 「외로운것 같은」”. 《스포츠 호치》 (호치 신문사). 2020년 6월 25일. 2020년 6월 25일에 확인함.
108. ↑  “카미시라이시 모네, 라디오 레귤러 프로그램 「청취자분들과 “쿵쿵” 하고 싶다」”. 《SANSPO.COM》 (산케이 디지털). 2017년 3월 27일. 2017년 3월 27일에 확인함.
109. ↑  “카미시라이시 모네가 라디오 레귤러 첫 도전 「“쿵쿵”하고 싶습니다!」”. 《allnightnippon.com NEWS》. 2017년 3월 27일. 2017년 3월 27일에 확인함.
110. 1 2  “HOME MADE 가족 PV로 미래의 거물 여배우 자매가 첫 연기”. 《음악 나탈리》 (나타샤). 2011년 9월 25일. 2016년 9월 20일에 확인함.
111. ↑  “Gift of Light ~별빛에 싸여~ - 플라네타륨 “천공” 코니카 미놀타”. 《코니카 미놀타 플라네타륨》. 2021년 4월 16일에 원본 문서에서 보존된 문서. 2020년 11월 28일에 확인함.
112. ↑  “카미시라이시 모네 샹송 「쥬·투·빈티지」를 가창, 음성 가이드 네비게이터에 첫 도전”. 《스포츠 호치》 (호치 신문사). 2019년 9월 20일. 2019년 9월 20일에 확인함.
113. ↑  “카미시라이시 모네, 신곡의 프로듀서는 하타 모토히로! 노래 프로그램에서 콜라보레이션도 열망”. 《SANSPO.COM》. 2017년 4월 14일. 2017년 4월 14일에 확인함.
114. ↑  “카미시라이시 모네, NHK 「모두의 노래」로 결정한 신곡 「당신의 목소리」 제공”. 《CD Journal》. 2017년 9월 29일. 2017년 9월 29일에 확인함.
115. ↑  “카미시라이시 모네×androp 우치자와 “쿤쿤” 막힌 「LDK」 주제가 가창”. 《음악 나탈리》. 2019년 1월 24일. 2019년 1월 24일에 확인함.
116. ↑  “카미시라이시 모네가 3명의 여성 연기, YUKI×n-buna 제작곡 MV 공개”. 《음악 나탈리》. 2019년 6월 12일. 2019년 6월 12일에 확인함.
117. ↑  “카미시라이시 모네×노다 요지로의 아야노 츠요시 주연 영화 「낙원」 주제가, MV 공개”. 《음악 나탈리》. 2019년 9월 30일. 2019년 9월 30일에 확인함.
118. ↑  “카미시라이시 모네가 신곡으로 GLIM SPANKY와 콜라보레이션, 애니메이션 「7SEEDS」 신OP 테마에”. 《음악 나탈리》. 2020년 2월 4일. 2020년 2월 21일에 확인함.
119. ↑  “카미시라이시 모네 “새벽을 흥얼거린다면”이 5월 배포 릴리스 무대의 주제가에”. 《CINRA.NET》. 2020년 4월 14일. 2020년 4월 19일에 확인함.
120. ↑  -10-17 “New Single 「ひかりのあと / skip」응원점 결정!” |url= 값 확인 필요 (도움말). 2024년 7월 12일에 확인함.
121. ↑  “상백석 모음 신곡 「ひかりのあと / skip」 릴리스 결정! | 도호 예능”. 《www.toho-ent.co.jp》 (일본어). 2023년 8월 23일. 2024년 7월 12일에 확인함.
122. ↑  “여배우 카미시라이시 모네, 가을에 가수 데뷔 「깊이 있는 음악을」”. 《음악 나탈리》. 2016년 7월 11일. 2016년 7월 11일에 확인함.
123. ↑  “카미시라이시 모네,첫 정규 앨범 상세 발표! 후지와라 사쿠라가 제공 악곡 및 공작도”. 《PONY CANYON NEWS》. 2017년 6월 14일. 2017년 6월 17일에 원본 문서에서 보존된 문서. 2017년 6월 14일에 확인함.
124. ↑  “친구의 2명이 “두 마음” 히모니♪카미시라이시 모네, 앨범에서 후지와라 사쿠라와 합작”. 《SANSPO.COM》. 2017년 6월 14일. 2017년 6월 14일에 확인함.
125. ↑  “카미시라이시 모네가 5개의 사랑 노래한 미니 앨범 YUKI × n-buna에 따르면 「영원은 싫어」수록”. 《음악 나탈리》. 2019년 5월 14일. 2019년 5월 14일에 확인함.
126. ↑  “카미시라이시 모네｜name 특설 사이트”. 《카미시라이시 모네｜ name 특별 사이트》. 2024년 7월 12일에 확인함.
127. ↑  “카미시라이시 모네, 전곡 셀프 리뷰! 자신에게 솔직하게 쓴 신작 「name」작사곡【스페셜 인터뷰/후편】”. 《맨즈 논노 웹 | MEN'S NON-NO WEB》. 2022년 7월 14일. 2024년 7월 12일에 확인함.
128. ↑  “카미시라이시 모네가 미즈노 료키, 토타, 카도쇼 켄오들의 악곡과 함께 그린 마음의 기미――긍정적인 포기가 감도는 신작 「kibi」를 말한다”. Mikiki (타워 레코드 주식회사). 2024년 11월 6일. 2024년 11월 7일에 확인함.
129. ↑  “카미 시라이시 모네, 오늘 11/6 릴리스의 새 앨범 『kibi』에서 「hiker」 스튜디오 라이브 영상 공개”. skream!. 2024년 11월 6일. 2024년 11월 7일에 확인함.
130. ↑  “카미시라이시 모네 첫 라이브 영상 작품 출시 결정”. 《Skream!》. 2021년 1월 11일. 2021년 1월 11일에 확인함.
131. ↑  “‘제72회 홍백가합전’ 곡 발표 마츠다 세이코의 곡목은 「나중에 다시 알림」”. 《ORICON NEWS》. oricon ME.
132. ↑  “영화상 수상자 일람”. 야마지 후미코 문화재단. 2015년 12월 11일에 확인함.
133. ↑  “카미시라이시 모네 야마지 후미코 영화상에서 신인 여자배우상 수상!”. 도호 예능 공식 사이트. 2014년 11월 29일. 2015년 12월 22일에 원본 문서에서 보존된 문서. 2015년 12월 11일에 확인함.
134. ↑  “제38회 일본 아카데미상 우수상 결정! 신인 배우상”. 일본 아카데미상 공식 사이트. 2015년 12월 11일에 확인함.
135. ↑  “【제38회 일본 아카데미상】 신인상 6인에 갈채!”. 《영화.com》 (주식회사 영화.닷컴). 2015년 2월 27일. 2015년 12월 11일에 확인함.
136. ↑  “제11회 성우 어워드 : 수상자 발표 ! 남우주연상·여우주연상은 『너의 이름은.』 주인공&히로인 W 수상, 주제가상에 Aqours(아쿠아)”. 《애니메이트 타임즈》. 애니메이트. 2017년 3월 18일. 2017년 3월 18일에 확인함.
137. ↑  “카미시라이시 모네, 일본 영화 프로페셔널 대상으로 신진 여배우상을 수상 「앞으로도 성실하게 연기를!」”. 《마이 나비 뉴스》. 2017년 4월 14일. 2017년 4월 14일에 확인함.
138. ↑  “WOWOW 「마음대로 연극 대상 2018」결과 발표!  신설 된 2.5차원 부문 및 신인상의 행방은”. 《엔터 스테이지》. 2019년 2월 27일. 2020년 5월 31일에 확인함.
139. ↑  “발표! 2019년 All About 뮤지컬 어워즈”. 《All About》. 2020년 3월 31일. 2020년 3월 31일에 확인함.
140. ↑  “수상 결과 총평 제104회 드라마 아카데미상”. 《더 텔레비젼》. 2020년 5월 19일. 2020년 5월 21일에 확인함.
141. ↑  “카미시라이시 모네＆미조바타 준페이, 『베스트 스마일』수상에 수줍어 「앞으로, 압력이다」”. 《오리콘 뉴스》. 2020년 11월 8일. 2020년 11월 8일에 확인함.
142. ↑  “2020「올해의 얼굴」 발표에 카미시라이시 모네·하마베 미나미·시라이시 마이·NiziU 등 10조【여성편 / 모델 프레스 자체 조사】”. 《모델프레스》 (인터넷 네이티브). 2020년 12월 1일. 2021년 3월 28일에 확인함.
143. ↑  “Yahoo! 검색 대상 여배우 부문상은 카미시라이시 모네! 첫 수상 「영광 조금 부끄러운 생각도」”. 《스포니치》. 2020년 12월 9일. 2020년 12월 9일에 확인함.
144. ↑  “『엘란도르상』 신인상에 이토 사이리, 카미시라이시 모네, 하마베 미나미, 모리 나나가”. 《ORICON NEWS》 (oricon ME). 2021년 2월 4일. 2021년 2월 4일에 확인함.
145. ↑  “카미시라이시 모네 「코이츠즈」 연기가 높이 평가 「하시다상 신인상」 수상”. 《모델프레스》 (인터넷 네이티브). 2021년 3월 28일. 2021년 3월 28일에 확인함.